# Zwischen uns das Leben
Zwischen uns das Leben (Originaltitel: Hors-saison (dt. etwa „Nachsaison“)) ist ein Filmdrama von Stéphane Brizé. Im Film spielen Guillaume Canet und Alba Rohrwacher ein früheres Paar, das sich 15 Jahre nach der Trennung durch einen Zufall wieder begegnet. Die Premiere des Films erfolgte im September 2023 bei den Internationalen Filmfestspielen in Venedig. Der Kinostart in Deutschland erfolgte Anfang Mai 2024.

## Handlung
Mathieu, ein bekannter Schauspieler um die Fünfzig, hat kürzlich mit den Proben für sein mit Spannung erwartetes Bühnendebüt in Paris begonnen. Nur wenige Wochen vor der Premiere bricht er diese jedoch ab und begibt sich in ein Spa in einem Badeort an der Westküste Frankreichs.
In der kleinen Stadt spricht sich die Anwesenheit des Schauspielers Mathieu schnell herum. Er erhält eine Nachricht von Alice, mit der er vor 15 Jahren liiert war, bevor er berühmt wurde, und die er seit ihrer Trennung nicht mehr gesehen hat. Die Klavierlehrerin in den Vierzigern stammt aus Italien, lebt jedoch seit geraumer Zeit gemeinsam mit ihrem Mann und ihrer Tochter ganz in der Nähe hier an der Küste. Sie treffen sich zu einem herzlichen Gespräch. Ihre eigenen Lebens- und Liebesentscheidungen überdenkend lädt Alice Mathieu auch zu der Hochzeit des lesbischen Paares Lucette und Gilberte in das Altersheim ein, in dem sie als Musikerin tätig ist.

## Produktion

### Regie und Drehbuch
Regie führte Stéphane Brizé, der gemeinsam mit der TV-Journalistin Marie Drucker auch das Drehbuch schrieb. Bei Hors-saison handelt es sich um den zehnten Spielfilm von Brizé. Er sagte über Hors-saison: „Ich wollte in dem Moment verweilen, in dem wir über Entscheidungen nachdenken, die wir nie oder schlecht getroffen haben, über Begegnungen, die wir verpasst oder versaut haben, über Türen, die wir nie geöffnet haben, [...], über Momente im Leben, in denen wir beschlossen haben, den einen Weg statt eines anderen einzuschlagen.“

### Besetzung und Synchronisation
| Darsteller      | Synchronsprecher | Rolle           |
| --------------- | ---------------- | --------------- |
| Alba Rohrwacher | Manja Doering    | Alice           |
| Guillaume Canet | Till Endemann    | Mathieu         |
| Hugo Dillon     | Nils Rieke       | der Sportlehrer |
| Lucette Beudin  | Monika Barth     | Lucette         |
| Sharif Andoura  | Christian Rudolf | Xavier          |

Der französische Schauspieler Guillaume Canet spielt Mathieu und die italienische Schauspielerin Alba Rohrwacher seine frühere Partnerin Alice. Hugo Dillon spielt Mathieus Fitnesstrainer. Sharif Andoura ist in der Rolle von Alices Ehemann zu sehen, ein Arzt und Gemeinderatsmitglied in dem Ort, wo sie leben. Emmy Boissard Paumelle, bekannt aus der Hauptrolle in Dominique Abels und Fiona Gordons Filmkomödie Barfuß in Paris, in der die Nachwuchsschauspielerin ihr Filmdebüt gab, spielt deren gemeinsame Tochter. Kodrehbuchautorin Drucker spricht während eines Telefonats Mathieus Ehefrau, die als Nachrichtensprecherin arbeitet.
Die deutsche Synchronisation entstand nach einem Dialogbuch und der Dialogregie von Beate Klöckner im Auftrag der DMT Digital Media Technologie GmbH in Hamburg.

### Dreharbeiten
Die Dreharbeiten fanden im Frühjahr 2022 in der Bretagne statt. Als Kameramann fungierte Antoine Héberlé. Die im Altenheim entstandenen Aufnahmen sind im dokumentarischen Stil gehalten und erfolgten mit Laiendarstellern. Lucette und Gilberte, zu deren Hochzeit Alice Mathieu dorthin mitnimmt, sind auch im Abspann noch einmal zu sehen. Im Film erfährt man, dass Lucette Beudin im Alter von 22 Jahren bereits drei Kinder hatte und den Sex mit ihrem Mann als eheliche Pflicht betrachtete. Erst als er starb, kam sie mit der Liebe ihres Lebens Gilberte Bellus zusammen.

### Filmmusik und Veröffentlichung
Die Filmmusik komponierte der französische Singer-Songwriter, Pianist und Komponist Vincent Delerm. Das Soundtrack-Album wurde im März 2024 von Tôt Ou Tard als Download veröffentlicht.
Die Premiere fand am 8. September 2023 bei den Internationalen Filmfestspielen in Venedig statt, wo der Film im Hauptwettbewerb gezeigt wurde. Ende September, Anfang Oktober 2023 wurde der Film beim Zurich Film Festival vorgestellt. Im März 2024 wurde er beim Mons Love International Film Festival gezeigt und im April 2024 beim Miami Film Festival. Der Kinostart in Deutschland erfolgte am 2. Mai 2024. Ende Juni 2024 wird der Film beim Mediterrane Film Festival vorgestellt.

## Rezeption

### Kritiken

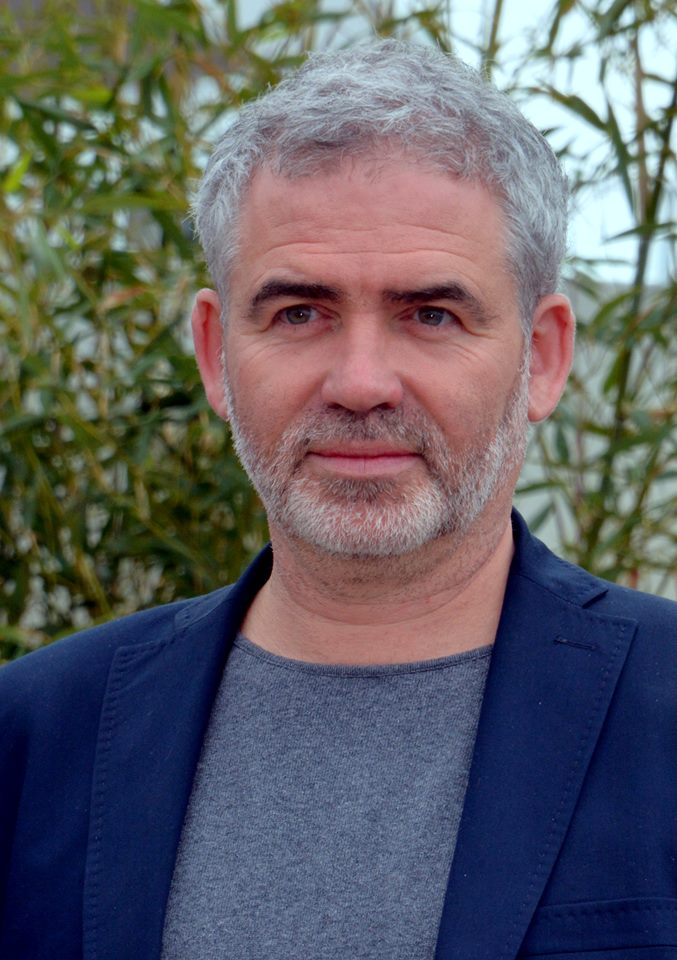
Regisseur Stéphane Brizé

David Rooney von The Hollywood Reporter schreibt, das Retro-Feeling werde in dem Film geschickt durch die emotionale Lebendigkeit des Drehbuchs, durch das Zusammenspiel von Komödie und Liebesdrama und durch die ausgezeichnete Chemie zwischen Alba Rohrwacher und Guillaume Canet ausgeglichen. Bei Mathieu erkennt Rooney deutlich Züge des von Bill Murray gespielten Filmstars Bob Harris in Lost in Translation, und das riesige Spa-Hotel mit seiner sterilen weißen Umgebung und den eleganten, modernen Möbeln funktioniere auf ähnlich befremdliche Weise wie das High-End-Hotel in Tokio in Sofia Coppolas Film. Dadurch, dass das Drehbuch von Stéphane Brizé und Marie Drucker die Unzufriedenheit in sowohl Mathieus und Alices Leben hervorhebt und sie darüber nachdenken, was hätte sein können, wenn sie zusammen geblieben wären, weise der Film eine thematische Ähnlichkeit mit Past Lives von Celine Song auf. Die Zurückhaltung beider Schauspieler, auch wenn sie in ihren Rollen ein Gefühlschaos durchleben, verleihe Out of Season eine Tiefe, die weit über die scheinbare Einfachheit dieses eleganten Films hinausgehe.
In einer Kurzkritik im Lexikon des internationalen Films heißt es, die Affäre von Mathieu und Alice wirke wie ein Katalysator und stelle ihre Leben auf den Prüfstand. Dieses feinsinnige, meisterlich inszenierte Drama, eingebettet in suggestive Landschaftspanoramen und elegant zwischen Melancholie und einem köstlichen Sinn für Humor changierend, erinnere bisweilen an die Filme von Jacques Tati.

### Auszeichnungen
Internationale Filmfestspiele von Venedig 2023
- Nominierung im Wettbewerb um den Goldenen Löwen

Mediterrane Film Festival 2024
- Nominierung im Wettbewerb[13]

Miami Film Festival 2024
- Nominierung für den MARIMBAS Award[12]